# Karl Goldberg

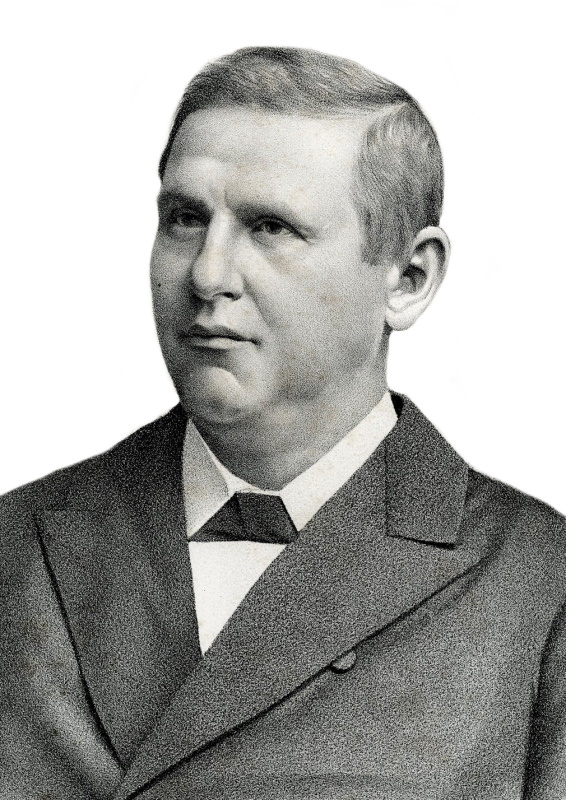
Karl Raimund Goldberg

Karl Raimund Goldberg (* 23. September 1836 in Warnsdorf, Bezirk Warnsdorf, Kaisertum Österreich; † 9. Oktober 1897 ebenda, Österreich-Ungarn) war ein österreichischer Fabrikant und Politiker. Er war Bürgermeister der Stadt Warnsdorf (1872–1897) sowie Mitglied des Böhmischen Landtages (1874–1897).

## Biografie
Karl Goldberg war von 1872 bis 1897 Bürgermeister von Warnsdorf. Er bekleidete die Position ununterbrochen 25 Jahre lang. Bevor es das Bürgermeisteramt gab, bekleideten seine Vorfahren bereits sieben Generationen das Amt des Richters bzw. Erbrichters in Warnsdorf, was der Funktion eines Gemeindevorstehers entspricht.
In den 1870er Jahren engagierte er sich auch in der Landespolitik. Bei den Nachwahlen 1874 wurde er für den Kreis Warnsdorf in den Böhmischen Landtag gewählt. Er verteidigte das Mandat für denselben Bezirk bei den Wahlen von 1878, den Wahlen von 1883, den Wahlen von 1889 und den Wahlen von 1895. Zunächst gehörte er der Deutschliberalen Partei an, später der Deutschen Fortschrittspartei.
Goldberg starb im Oktober 1897 nach langer Krankheit, zwei Tage vor seinem 25. Amtsjubiläum als Bürgermeister. Die vorgesehene Jubiläumsfeier war deshalb eine Trauerfeier.
In Warnsdorf geht der Name der ulice Karlínská auf ihn zurück, die zuvor Karl-Goldberg-Straße hieß.